# Stanisław Jucha
Stanisław Jucha (ur. 15 czerwca 1949 w Odrzykoniu) – polski samorządowiec, działacz SLD, wicewojewoda krośnieński w latach 1994–1997.

## Życiorys
Syn Władysława i Zofii z Mazurów; stryjeczny brat geologa, profesora AGH Stanisława Franciszka Juchy i bratanek Józefa Juchy – historyka i polonisty, członka Polskiej Organizacji Wojskowej. 
Szkołę podstawową ukończył w 1963 r. w Odrzykoniu. W latach 1963–1968 kontynuował naukę na Wydziale Mechanicznym w Śląskich Technicznych Zakładach Naukowych w Katowicach. Od 1978 r. podjął studia na Wydziale Budowy Maszyn i Lotnictwa Politechniki Rzeszowskiej, uzyskując w 1983 r. tytuł inżyniera w specjalności technologia maszyn.
W latach 1968–1977 pracował w Krośnie, w Fabryce Amortyzatorów „Polmo”, na stanowisku specjalisty technologa w zakresie m.in. nadzoru nad wdrażaniem produkcji części do samochodu Fiat 125 p. W okresie 1977–1992 był między innymi specjalistą ds. organizacji zarządzania, oraz marketingu w Fabryce Obuwia Sportowego „Fabos” w Krośnie. Sprawował tam również funkcje: kierownika działu handlu i eksportu i kierownika działu ekonomiki, zatrudnienia i płac. Od 1984 do 1988 roku był Przewodniczącym Komisji Rozwoju Gospodarczego Miejskiej Rady Narodowej w Krośnie, a w latach 1988–1989 pełnił rolę Przewodniczącego Miejskiej Rady Narodowej w Krośnie. W latach 1989–1993 był członkiem Komisji Budżetowo-Finansowej Rady Miasta Krosna. 
Od 1994 do 1997 roku był wicewojewodą krośnieńskim. Do jego zadań należało m.in. sprawowanie nadzoru nad wydziałami Urzędu Wojewódzkiego: Architektury i Nadzoru Budowlanego, Geodezji, Kartografii, Katastru i Nieruchomości, Kultury, Sportu i Turystyki, Rozwoju Gospodarczego, Spraw Obywatelskich oraz Wojewódzkiego Inspektoratu PIH. 
W 1998 roku powrócił do działalności samorządowej i przez kolejne cztery lata był członkiem Komisji Budżetowo-Finansowej Sejmiku Województwa Podkarpackiego. Między rokiem 2002 a 2006, sprawował funkcję Przewodniczącego Komisji Rewizyjnej Sejmiku Województwa Podkarpackiego oraz członka Komisji Współpracy Zagranicznej. 
Od 1993 do 2016 roku Stanisław Jucha był Prezesem Podkarpackiego Oddziału Wojewódzkiego Stowarzyszenia Współpracy Polska-Wschód. W 1996 r. był jednym z założycieli Fundacji Bieszczadzkiej Kolejki Leśnej w Majdanie, a od 2009 r. do dziś jest Przewodniczącym jej Rady, angażuje się również w działalność na rzecz popularyzacji i ochrony nietoperzy na Podkarpaciu.

## Życie prywatne
Żonaty (żona Grażyna), ma dwie córki (Aleksandrę i Agatę).

## Nagrody i odznaczenia
- Srebrny Krzyż Zasługi (1983)
- Odznaka Honorowa „Za Zasługi dla Województwa Krośnieńskiego” I Stopnia (1990)
- Odznaka Przyjaciel Dziecka (1994)
- Krzyż Kawalerski Orderu Odrodzenia Polski (1997)[1]
- Odznaka honorowa „Za Zasługi dla Turystyki” (2006)
- Medal „Mickiewicz-Puszkin” (2011)